# Värmlands Filmförbund
Värmlands Filmförbund startades 1975 som en ideell förening i Karlstad av Erik Fasth och Kjell Bergström.
Föreningen har genom åren varit delaktig i att många filmer producerats i Värmland.
Föreningen huserar på Gjuteriet i Karlstad. Gjuteriet är en stor byggnad som inhyser många föreningar och repetitionslokaler.
1978 laserade filmförbundet en Värmländsk kortfilmsfestival som de kallade Filmörnen där bland andra Anders Nilsson vunnit själva huvudpriset "Filmörnen".
Från och med 1998 drivs Filmörnen tillsammans med Film i Värmland.
Filmförbundet får stöd från Karlstads kommun och Film i Värmland.